# Sven Landberg
Sven Axel Richard Landberg (Stockholm, 1888. december 6. – Stockholm, 1962. április 11.) kétszeres olimpiai bajnok svéd tornász.
Részt vett az 1908. évi nyári olimpiai játékokon, és tornában csapat összetettben aranyérmes lett.
A következő, 1912. évi nyári olimpiai játékokon is indult, és tornában a svéd rendszerű csapat összetettben aranyérmes lett.
Klubcsapata a Stockholms GF volt